# Casa in fiore
Casa in Fiore è un mensile di giardinaggio, edito dalla Unidelta Srl a partire dal 1998. La rivista è certificata da ADS, accertamenti diffusione stampa..